# Helvi Hämäläinen
Helvi Heleena Hämäläinen, född den 16 juni 1907 i Fredrikshamn, död den 17 januari 1998 i Esbo, var en finländsk författare.

## Biografi
Hämäläinen växte upp i en hantverkarfamilj och avbröt sina gymnasiestudier för att försörja sig som renskrivare och korrekturläsare.
Hämäläinens första roman, Hyväntekijä, gavs ut 1930, men hennes genombrott kom fem år senare med hennes porträtt av arbetarklassens Katuojan vettä (Vattnet i rännstenen).
Hennes mest kända bok Säädyllinen murhenäytelmä kom ut 1941, en roman som orsakade stor sensation då läsarna kunde identifiera flera välkända kulturpersoner från den aktuella tiden, varav en var hennes dåtida älskare Olavi Paavolainen. Delvis av politiska orsaker avlägsnade förläggaren vissa avsnitt ur denna bok, som utkom i en oavkortad nyutgåva först 1981. Boken filmatiserades 1998 med samma titel, regisserad av Kaisa Rastimo.
Hämäläinen kunde i sina romaner, som exempelvis Byn brinner (1938, svensk översättning 1940) och Rymlingen (1961), förena realistiskt innehåll och bildrikt språk. Efter en lång tystnad gav hon 1987 ut diktsamlingen Sukupolveni unta.
Hon gav sedan ut memoarverken Ketunkivellä (1993) och Päiväkirjat (1994) där hennes livspartner Paavolainen förekommer. Postumt gavs 2001 ut romanen Kaunis sielu, vilken hon skrivit redan som ung skolflicka. Den hade tidigare stoppats av förläggaren på grund av ett i boken förekommande lesbiskt tema.

## Priser och utmärkelser
- 1959 – Aleksis Kivipriset
- 1959 – Pro Finlandia-medaljen[11]
- 1986 – Eino Leino-priset
- 1987 – Finlandiapriset